# Gomlitz
Gomlitz ist eine Gemarkung im Norden der sächsischen Landeshauptstadt Dresden, die seit 1914 als Ortsteil zur Gemeinde beziehungsweise Ortschaft Weixdorf gehört. Der Name leitet sich ab von altsorbisch komon (deutsch: Pferd) oder gomola (Hügel).

## Geografie

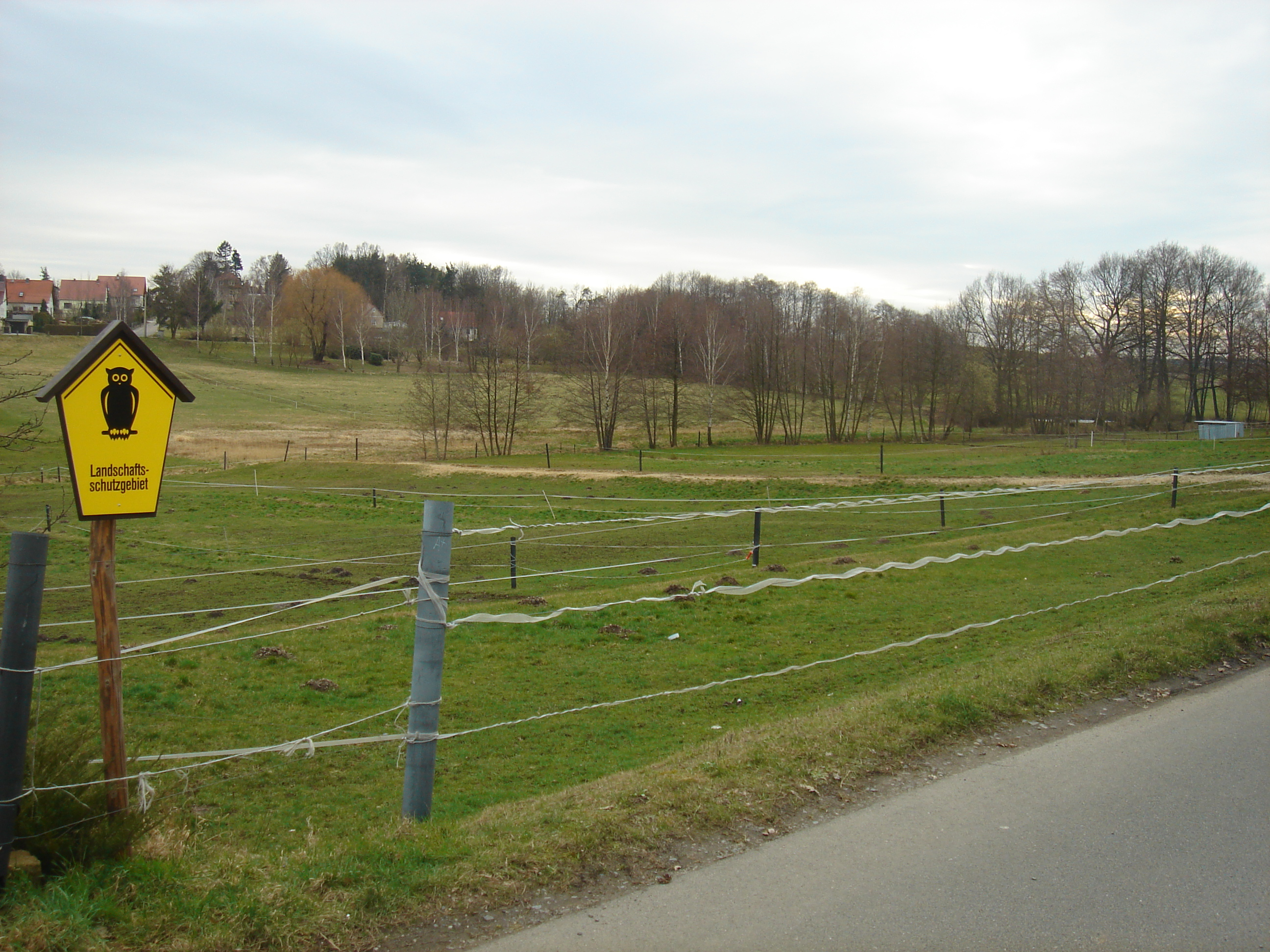
Talaue des Schelsbachs zwischen Weixdorf und Gomlitz

Gomlitz liegt elf Kilometer nördlich des Dresdner Stadtzentrums, der Inneren Altstadt, und befindet sich damit bereits außerhalb des Elbtalkessels, von dessen Rand es fünf Kilometer entfernt ist. Nachbargemarkungen sind Weixdorf im Süden, Marsdorf im Westen und Lausa im Osten und Norden. Die Gemarkung Gomlitz ist von der Fläche her identisch mit dem gleichnamigen Ortsteil und gehört zur Ortschaft Weixdorf, die zugleich einen statistischen Stadtteil Dresdens bildet.
Über die Gomlitzer Flur verläuft in einem zwei Kilometer langen Abschnitt nordöstlich des Autobahndreiecks Dresden-Nord die A 4. Außerdem ist Gomlitz mit nur einem Kilometer Entfernung zum Beginn der Landebahn des Dresdner Flughafens und seiner Lage in dessen Einflugschneise eine der am stärksten vom Fluglärm belasteten Wohngegenden Dresdens.
Die südliche Flurgrenze des Ortsteils bildet das breite Tal des Schelsbach, der in Lausa in den Lausenbach mündet. Der Ortskern von Gomlitz liegt auf einer Höhe von etwa 205 m ü. NN unmittelbar nordwestlich des Ortskerns von Weixdorf, der sich auf der anderen Seite des Schelsbachs befindet. Nur das südöstliche Viertel der Gemarkung, die auf einem sehr trockenen und nährstoffarmen Sandboden beziehungsweise frühpleistozänen Schottern liegt, ist bebaut. Diese recht lockere Bebauung mit dörflichem und auch Siedlungscharakter erstreckt sich im Wesentlichen entlang der Radeburger Landstraße, der Alten Moritzburger Straße sowie entlang des Ortskerns Altgomlitz.

## Geschichte

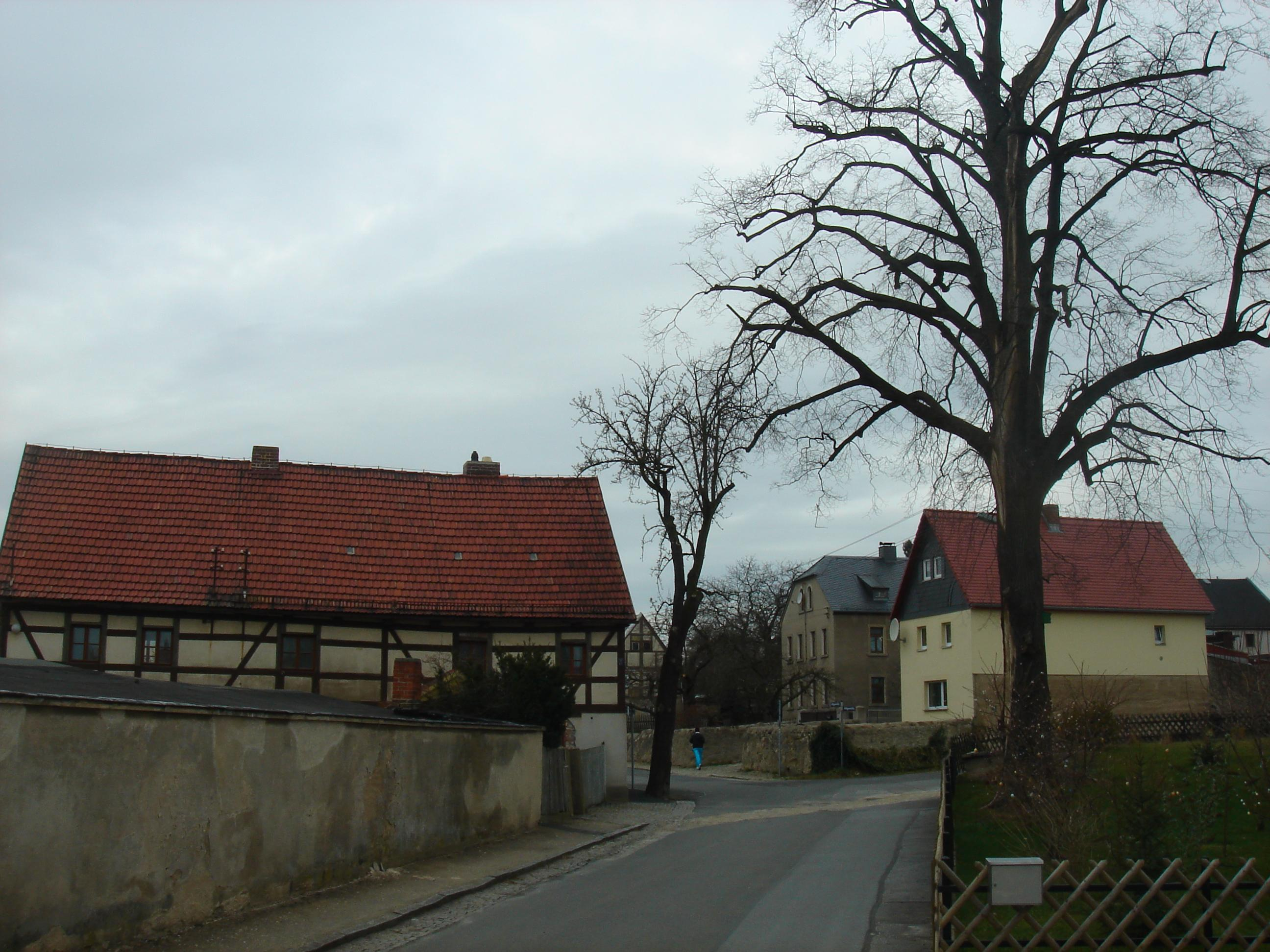
Altgomlitz, der Gomlitzer Dorfkern

Die erste nachgewiesene Besiedlung des Gebiets um Gomlitz wird der späten Bronzezeit zugerechnet und fand somit vor etwa 3000 Jahren statt. Im Grundstück Alte Moritzburger Straße 55 konnten Reste eines Gräberfeldes aus dieser Periode geborgen werden. Die Gräber werden typischerweise durch Platten und Steine geschützt.
Gomlitz selbst wurde im Jahre 1378 unter dem Namen „Kom(e)nicz“ erstmals urkundlich erwähnt. Zugrunde liegen könnten dem Ortsnamen verschiedene Namen, darunter altsorbisch „komon“ (altes Pferd), „Komonica“ (Siedlung, wo viel Steinklee wächst) oder die altsorbischen Personennamen „Koman“/„Komon“/„Choman“/„Chomon“. Im 15. und 16. Jahrhundert sind nacheinander die Ortsnamen Kommenicz, Konitz und Kommelitz nachgewiesen. Als Gomlitz taucht der Ort, der eine Gelängeflur hatte, erstmals um 1750 auf. Der Ortskern, ein typisches Gassendorf, hat sich bis heute in Teilen erhalten. So stehen hier bis heute mehrere Bruchstein- und Fachwerkhäuser sowie alte Bruchsteinmauern. Eines der ältesten Gebäude befindet sich an der Alten Moritzburger Straße 7 und stammt aus dem Jahr 1763.
Während seiner gesamten Geschichte gehörte Gomlitz verwaltungsmäßig zum Amt beziehungsweise zur Amtshauptmannschaft Dresden. Im Jahre 1450 wurde in Gomlitz ein Vorwerk erwähnt und 1547 ein zweites. Um 1600 unterstand das Dorf mitsamt seinen Nachbarorten Weixdorf, Lausa und Hermsdorf der Familie von Zschieren. Ab 1696 gehörte Gomlitz zum Besitz des Ritterguts Hermsdorf. Eingepfarrt war das Dorf bereits 1539 nach Lausa. Um 1900 wuchs es mit dem direkt angrenzenden Ortskern von Weixdorf zusammen und vereinigte sich schließlich 1914 mit diesem und Lausa zur Gemeinde Lausa, die 1938 in Weixdorf umbenannt wurde. Als Teil dieser Ortschaft wurde Gomlitz am 1. Januar 1999 nach Dresden eingemeindet.

### Einwohnerentwicklung
| Jahr | Einwohner                     |
| ---- | ----------------------------- |
| 1547 | 13 besessene Mann, 2 Vorwerke |
| 1555 | 11 Inwohner                   |
| 1764 | 11 besessene Mann, 7 Häusler  |
| 1834 | 146                           |
| 1871 | 227                           |
| 1890 | 303                           |
| 1910 | 534                           |